# عدو المسيح

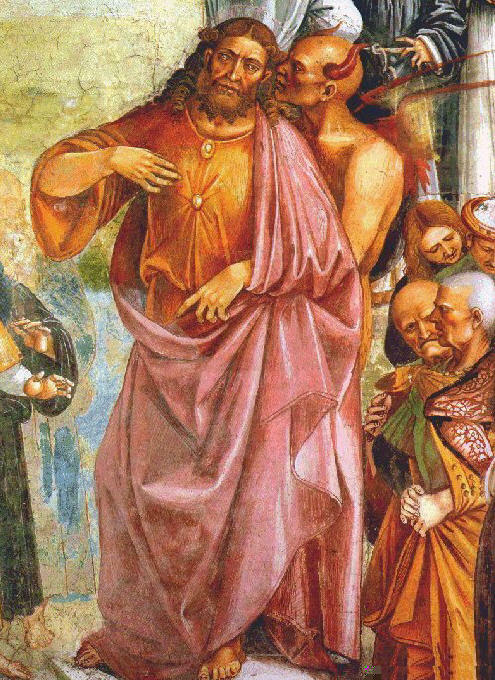
المسيح الدجال والشيطان. من أعمال لوكا سينيوريلي، c. 1501

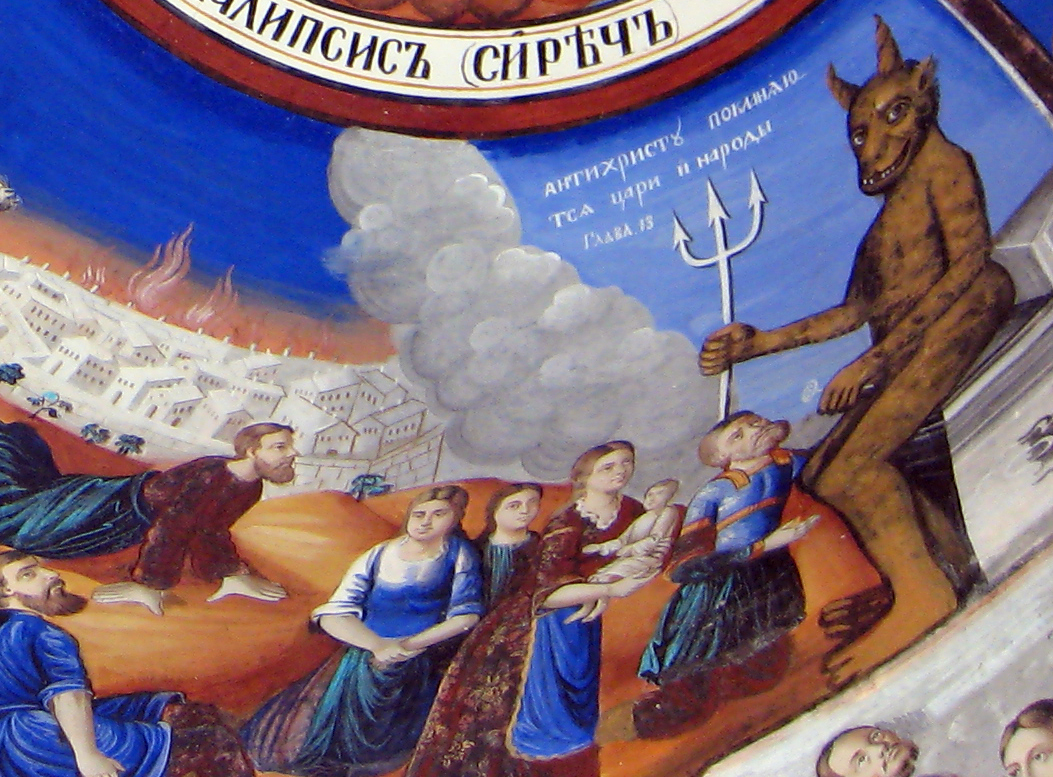
المسيح الدجال. من لوحة جدارية، في دير بجمهورية مقدونيا. نقش يقرأ «أنا أنحني أمام المسيح الدجال، رئيس كل الملوك والشعوب».

أحيانا يستخدم الصليب المقلوب رمزا للمسيح الدجال. ويستخدم أيضا باسم صليب القديس بطرس.

المسيح الدجال أو المسيخ الدجال وفقًا للمسيحية (بحسب ما هو مذكور في الكتاب المقدس)، هو شخص عدو للمسيح ويتشبه به بطريقة خادعة. "Antichrist" هي الترجمة الإنكليزية للكلمة اليونانية الأصلية ἀντίχριστος، وتنطق än - tē' - khrē - stos. وهي مكونة من كلمتين جذريتين، αντί Χριστός + (عدو المسيح). "Αντί" لا تعني فقط «ضد» و«عكس». وهي كلمة يونانية مأخوذة عن العبرية «المسيح» بمعنى الممسوح عليه أي المبارك. ويشير إلى يسوع الناصري في اللاهوت المسيحي. مصطلح «المسيح الدجال» ظهر 5 مرات في رسالة يوحنا الأولى والثانية من العهد الجديد — مرة واحدة في صيغة الجمع، وأربع مرات في صيغة المفرد.